# Neferkasokar
Neferkasokar – hipotetyczny władca starożytnego Egiptu z II dynastii

## Lata panowania
Neferkasokar miał panować w okresie 2744-2736 p.n.e. (Kwiatkowski)
Neferkasokar nie jest wymieniany w części znanych klasyfikacji władców Egiptu, w innych umiejscawiany jest między Peribsenem i Chasechemem / Chasechemui wraz z Neferkare i „Hudżefą” I.
Wymieniany, podobnie jak Neferkare i „Hudżefa” I, jedynie na Liście Królów z Sakkary i Kanonie Turyńskim, a więc wiele wieków później, natomiast nie potwierdzany przez współczesne mu źródła i zabytki. Zachowana pieczęć cylindryczna z jego imieniem prawdopodobnie pochodzi z okresu późniejszego. Maneton nazywa go Sesochorisem lub Sesochrisem. Późnej Neferkasokar cieszył się znaczną popularnością. 